# P-martTV
P-martTV（ピーマートティーヴィー）は、株式会社いなばNEXUSが運営するパチンコ・パチスロ専門の無料動画配信メディアである。
全国の遊技ホールを舞台にした実戦番組やバラエティ企画を独自制作し、自社サイトおよびYouTubeで配信している。会員登録者数は約35万人に達し、ホール実戦動画分野では国内最大級の視聴規模を持つとされる。

## 歴史
- 2011年 – いなばNEXUSが「完全無料のパソコンテレビ」を標榜してサービスを開始。パチンコ情報誌出身の演者を起用した実戦番組を柱とした。
- 2014年 – YouTube公式チャンネルを開設し、スマートフォン視聴者の取り込みを図る。
- 2018年 – 会員数が 約35万人に到達。同年12月、ファンイベント「100人連れスロ大忘年会」を初開催[2]。
- 2019年以降 - 他メディアとの合同イベントや業界横断の広告ガイドライン策定に参画し、情報発信の健全化を掲げる[3]。
- 2024年 – 自社制作動画の総公開本数が1,000本を超える（サイト掲載データによる）。

## 運営会社
運営元の株式会社いなばNEXUSは、ウェブコンテンツ制作・動画配信・タレントマネジメントを主業務とする企業で、P-martTV事業のほかホール向け販促映像やイベント企画を手がける。

## コンテンツ

### 実戦番組
代表シリーズ「閉店くんが行く！」は、演者が閉店時間間際のホールで勝負するスタイルが特徴で、#900を超える長寿コンテンツとなっている。ほかに機種解説企画「おおよそ2分で分かる機種動画」、女性演者による実戦バラエティ「ど本命シール」などがある。

### コラム・スケジュール
ウェブサイト内ではコラム連載や来店スケジュールを公開し、ユーザーと演者・ホールを結び付けるハブとして機能している。

## 主な出演者
- 閉店くん – 実戦番組の看板ライター。
- まぁさ – 女性演者としてバラエティ企画に多数出演。
- TERU、キング皆川、福多なな ほか[1]。

## 視聴者数と影響力
Amusement Japanの取材記事によれば、2023年時点で登録会員数は約35万人、月間再生数は400万回規模に達すると報じられている。実戦動画の結果がSNSで拡散され、特定機種やホールへの集客に影響を与えるケースもあると業界紙は分析している。

## イベント
毎年12月に開催されるファン参加型イベント「100人連れスロ大忘年会」は、北海道から沖縄まで1,000人超の応募があり、抽選で選ばれた100人が演者と交流する。このほか地方ホールとのコラボ来店やオリジナルグッズ販売も行う。

## 評価
業界紙『Amusement Japan』は「ユーザーコミュニティ形成と、遊技の新しい楽しみ方提案を先導する存在」と評している。一方で、人気演者の来店取材が特定機種の過剰な期待を煽るとの批判も業界内から指摘されている。

## 批判・議論
2017年施行の広告宣伝ガイドライン以降、動画内での機種称賛表現や高設定示唆演出の扱いが問題視され、運営会社はいわゆる「過度な演出表現」を抑制する編集方針を公表した。